# Виватенко, Сергей Валентинович
Серге́й Валенти́нович Вивате́нко (род. 20 февраля 1966, Ленинград) — российский историк, кандидат исторических наук, доцент, радиоведущий, игрок элитарного клуба знатоков «Что? Где? Когда?».

## Биография
В 1983 окончил 230 школу Фрунзенского района г. Ленинграда. Работал водителем электрокара на Пролетарском заводе. В 1984—1986 годах служил в рядах Вооружённых сил СССР (механиком-водителем объекта 219). В 1991 году защитил диплом на историческом факультете Ленинградского государственного университета. С 1991 года преподаёт в различных вузах Санкт-Петербурга (Исторический факультет СПбГУ, гуманитарный факультет ИНЖЭКОНа). С 2015 работает в Санкт-Петербургском институте кино и телевидения (СПбГИКИТ)
С 1998 является независимым депутатом местного самоуправления Санкт-Петербурга (Муниципальный совет «Невский округ»).
В 2004—2006 работал в помощником главы ФАС и начальником Отдела антимонопольного контроля в сфере образования, здравоохранения и культуры Федеральной антимонопольной службы в Москве.
Член телевизионного клуба «Что? Где? Когда?» с 1996 года по 2006 года.
В 1995 году одержал две победы в телепередаче «Своя игра». В последний раз он принимал участие в ней в 2002 году.
Играет в спортивное «Что? Где? Когда?», в основном за команду «ЮМА», многие годы входящую в число сильнейших в мире, многократный участник чемпионатов России и мира в её составе. Руководитель клуба интеллектуальных игр «Коломна».
Четырнадцатикратный обладатель «Золотого Брэйна» телепередачи «Брэйн-ринг».
В течение нескольких лет сотрудничает с компанией «Gute Reise» и проводит авторские экскурсии по Петербургу, Риму, Парижу и другим столицам Европы.

### Учебно-методическая работа
Является автором более 70 учебно-методических работ и пособий, в том числе:
- Промышленные предприниматели в истории России. — СПб., 2005.
- История зарубежной журналистики. — СПб., 2006.
- Лекции по Отечественной истории. — ТЭИ, 2001. — Т. 1–3.

Ведёт программу «Виват, история!» на Интернет-радиостанции «Imagine Radio FM», ранее на радиостанции «Фонтанка. FM» и на радиостанции «Говорит Москва».

### Научная работа
В 1999 защитил кандидатскую диссертацию по теме «Президентство Раймона Пуанкаре во Франции 1913—1920 гг». Сфера научных интересов: история дипломатии Нового и новейшего времени; отечественная история; история Франции; история военного искусства; история денежных отношений; история предпринимательства.
Избранные труды:
- Виватенко С. В. Президентство Раймона Пуанкаре во Франции 1913–1920 гг.: Автореф. дис. … канд. ист. наук. — СПб., 1999. — 16 с.
- Евдокимова Н. П., Виватенко С. В. Раймонд Пуанкаре - президент Франции. — СПб.: Изд-во С.-Петербургского ун-та, 2006. — 171 с. — 1000 экз. — ISBN 5-288-03971-2.
- Генрих Брокар // Предприниматели, меценаты и коллекционеры в истории России: Учеб. пособие. — СПб.: ТЭИ, 2006.
- Из истории переговоров России и Франции накануне I мировой войны // Матер. конф. молодых учёных 1993–1994 гг. — Владимир, 1995.
- О взаимодействии гражданской и военной власти (на примере Франции в годы первой мировой войны) // Языки культуры: история и современность. Сб. науч. тр. — СПб., 2001.
- Пётр Арсеньевич Смирнов (1831–1898) // Промышленные предприниматели в истории России. — СПб., 2005.
- Попытки изменения французских конституционных норм в годы Первой мировой войны // Вестник Поморского университета: Сер. Гуманит. и социальные науки. — 2009. — № 1. — С. 6–11.
- Р. Пуанкаре — министр просвещения // Пятые петровские чтения. — СПб., 2004.
- Семья Второвых // История предпринимательства в России в портретах купцов, промышленников, благотворителей, меценатов. — СПб., 2004.
- Фракция «прогрессистов» во французской Палате депутатов // VI Царскосельские чтения. Том VI. История и современность. — СПб., 2002.

Статьи ВАК:
- Попытки изменения французских конституционных норм в годы Первой мировой войны. // Вестник Поморского университета. Серия «Гуманитарные и социальные науки» № 1.2009.
- Специальные комиссии французского парламента в годы Первой мировой войны // Вестник Санкт-Петербургского университета .Серия2 Выпуск 2 июнь 2011 История , СПб.,11.
- Французские политические партии и Ватикан в годы Первой мировой войны. Трудный выбор между родиной и верой. // Труды кафедры Истории Нового и Новейшего времени № 16(2). СПб.16. С.-58-67. 0.1. п.л.
- Первые русские карты Китая//МИРОВАЯ АРХИТЕКТОНИКА И РОССИЙСКО-КИТАЙСКИЕ ОТНОШЕНИЯ. СПб. 17. С.-63-65. МИРОВАЯ АРХИТЕКТОНИКА И РОССИЙСКО-КИТАЙСКИЕ ОТНОШЕНИЯ. 27-29 ноября 16.г. Пекин, КНР.
- Социально-экономические предпосылки отмены крепостного права 1855—1861 гг. // Петербургский экономический журнал 2018, № 2,
- Бурлачество-как особое социально-экономическое явление в истории России. // Петербургский экономический журнал 2018 № 2
- Дворянские усадьбы как центры экономической и культурной жизни России. // Петербургский экономический журнал: научно-практический рецензируемый журнал / Санкт-Петербургский государственный институт кино и телевидения. — СПб., 2019. — № 2.
- Старообрядчество и его роль в экономической и культурной жизни России. // Вестник Вологодского государственного университета. — № 1 (12) / 2019 (Серия: Исторические и филологические науки). — С. 10 — 13.
- Петербургское гостеприимство петровского времени: историко-экономический аспект событийного туризма. \\Петербургский экономический журнал: научно-практический рецензируемый журнал / Санкт-Петербургский государственный институт кино и телевидения. — СПб., 2019. — № 4.
- Болеслав Коминек — священник, примиривший поляков и немцев. // Труды кафедры истории нового и новейшего времени СПбГУ. — 19(2) 2019.
- Экономические обоснования М. П. Позена реформы по освобождению крестьян. // Петербургский экономический журнал: научно-практический рецензируемый журнал / Санкт-Петербургский государственный институт кино и телевидения. — СПб., 2020. — № 2. — 154 с. — С. 142—148.
- Благотворительная деятельность семьи Нобелей в России. // Петербургский экономический журнал: научно-практический рецензируемый журнал / Санкт-Петербургский государственный институт кино и телевидения. — СПб., 2020. — № 3. — 161 с. — С. 147—156.
- Первая попытка альтернативной реальности в США. Радиопостановка «Война миров» (1938 г.) (Статья) // Журнал «США и Канада: Экономика — политика — культура». — 2020. — № 11. — С. 117—126.
- Из истории немецкого радиовещания на Англию в годы Второй Мировой войны: «ЛОРД ГАВ-ГАВ» // Научно-теоретический журнал «Общество. Среда. Развитие». — 2020. — № 3.
- «АКСЬОН ФРАНСЕЗ» И ШАРЛЬ МОРРАС В 1940—1944 гг. МЕЖДУ РОДИНОЙ И ОККУПАНТАМИ. // НОВОЕ ПРОШЛОЕ • THE NEW PAST • № 3 2020
- Из истории французских политических движений: первая партия популистов во франции и её лидер Пьер Пужад. // Вестник Санкт-Петербургского государственного университета технологии и дизайна № 2. 2021. Серия 2. Искусствоведение. Филологические науки
- «Стрижка освобождения» : об одном из видов самосуда над французскими коллаборационистами в 1944 году. // Общество. Среда. Развитие. 2021. № 2
- Экономика эпохи «застоя» в англо-саксонской историографии. // Петербургский экономический журнал. — СПб., 2021. — № 1.
- Экономист Найджел Лоусон — автор «Тэтчеризма» и его экономическая политика. // Петербургский Экономический Журнал.2022
- «Возращение праха». История перезахоронения останков Наполеона II в оккупированном Париже в 1940 г. // Журнал: Общество. Среда. Развитие.2022
- Из истории Российско-американских отношений. Российско-американский телеграф. // Вестник Санкт-Петербургского государственного университета технологии и дизайна . Серия 2. Искусствоведение. Филологические науки.2022
- В ПОИСКАХ СЕБЯ И ДИКОЙ ПРИРОДЫ. ТЕОДОР РУЗВЕЛЬТ В СЕВЕРНОЙ ДАКОТЕ // США & КАНАДА: Экономика, Политика, Культура, 2023, № 1.
- «Апаши» и французские СМИ: между нарративом и манипуляцией. // Общество. Среда. Развитие. — 2023. № 1.
- «ПАРИЖСКОЕ МЕТРО — ЦЕНТР СОПРОТИВЛЕНИЯ ГЕРМАНСКИМ ВЛАСТЯМ В ПЕРИОД ОККУПАЦИИ 1940—1944 ГОДОВ» // журнал «Вестник ВоГУ» № 1 2023

УЧЕБНИКИ
- Виватенко С. В. Сиволап Т. Е., Климин А. И. История II—XVII века. Учебное пособие. // СПб: СПбГИКиТ. 7 п.л. 2017
- Виватенко С. В. Сиволап Т. Е., Климин А. И. История XVIII—XIX века. Учебное пособие. // СПб: СПбГИКиТ. 2018
- Виватенко С. В. Сиволап Т. Е. История XX- нач. XXI века. Учебное пособие. // СПб: СПбГИКиТ. 7 п.л.2019.
- Виватенко С. В. Сиволап Т. Е. История России IX—XX век. СПб.2020
- Виватенко С. В. Сиволап. Т.Е. Краткая история современного Китая. СПб.2020.
- Виватенко С. В. Сиволавп Т. Е. История и культура Санкт-Петербурга. СПб 2020
- Виватенко С. В. Леонов В. Е. Борисов О. С. История и методология науки. // Санкт-Петербург ;СПбГИКиТ. 6,3 п.л.
- Культурология. Учебник в двух частях. СПб. 2021
- Виватенко С. В. Сиволап Т. Е. Народная художественная культура. СПб.2022
- Виватенко С. В. Ван Сюй, Петров А. В. Сиволап Т. Е. Историческая социология и социальная история современного Китая. СПб 2021